# Eve Kivi

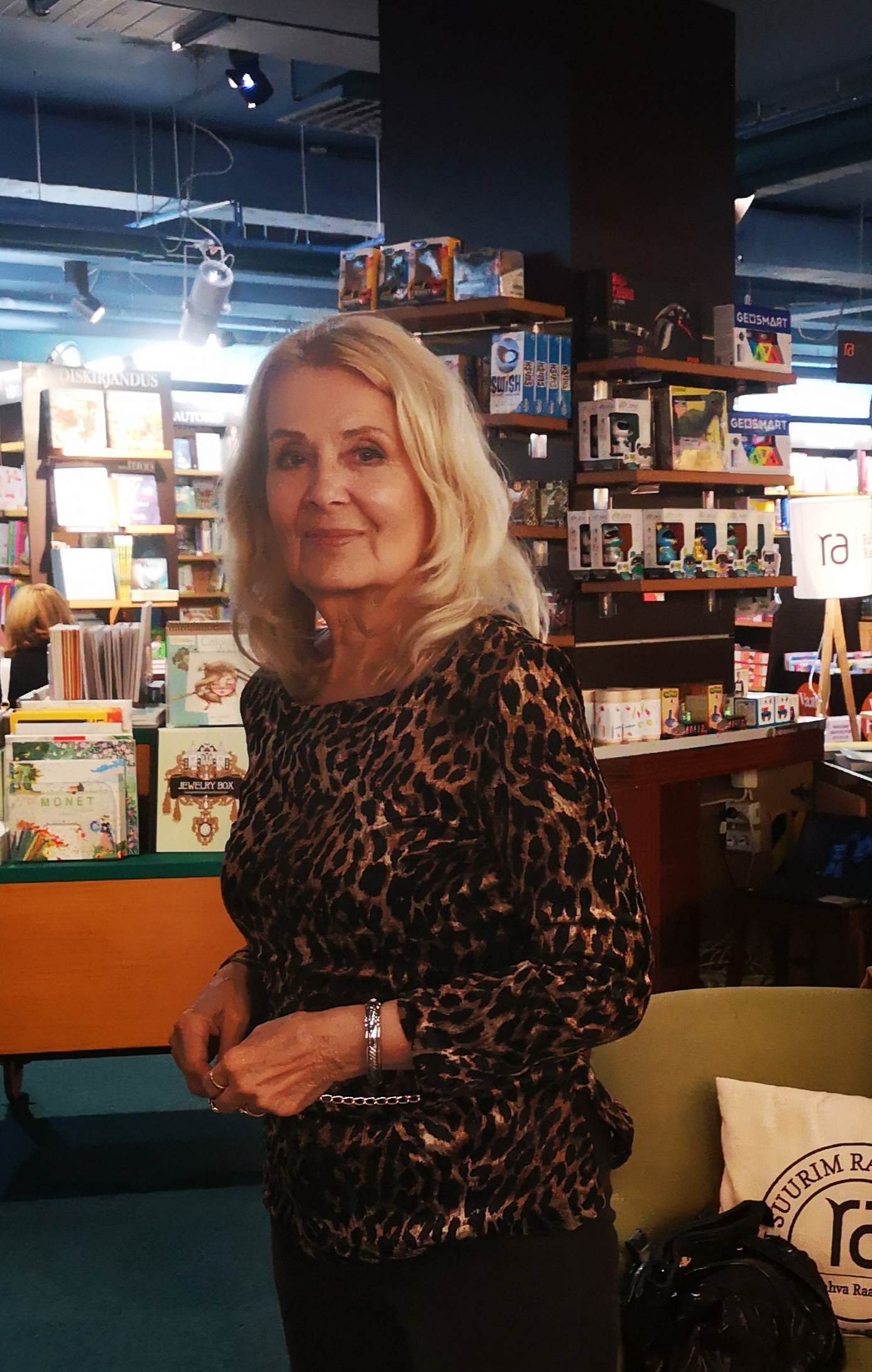
A színésznő 2020-ban

Eve Kivi (születési neve: Eeve Kivi; Paide, 1938. május 8. –) észt színésznő. A szovjet mozi szexszimbólumának, az észt Brigitte Bardotnak nevezték.

## Élete
Gyerekkorában lenyűgözte a balett, de egészségügyi problémák miatt nem foglalkozhatott vele. Következő szenvedélye a mozi volt: színészekről gyűjtött képeket. Arról álmodozott, hogy egyszer az ő fotóit is árulják majd.
1959-ben végzett az Észt Drámai Színház stúdiójában. A Tallinnfilmnél és a Moszfilm Stúdióban dolgozott. 1955 óta körülbelül 50 filmben játszott. 1993 óta a Kanal 2 észt televíziós csatorna reklámosztályának munkatársa. 2010-ben megjelent az „Éltem” című önéletrajzi könyve.

## Magánélete
Első nagy szerelme Georges Rivière francia színész volt. 1965 és 1972 között Ants Antson olimpiai bajnok gyorskorcsolyázó felesége. Romantikus kapcsolat fűzte Dean Reed amerikai énekeshez.

## Filmjei
- 1957: Tagahoovis – Roosi
- 1958: Esimese järgu kapten – Valya
- 1959: Vallatud kurvid
- 1959: Sampo (A csodálatos malom) – Annikki
- 1959: Eelõhtul
- 1960: Baltiyskoe nebo (Balti égbolt) – Khilda
- 1961: Laulu sõber
- 1961: Kaks elu
- 1961: Balti taevas
- 1961: Ohtlikud kurvid
- 1962: Lend 713 palub luba maandumiseks
- 1962: Sa ei ole orb
- 1963: Ty ne sirota (Nem vagy árva)
- 1966: Tobago" muudab kurssi
- 1969: Punane telk
- 1969: Viimne reliikvia (A lovag végakarata) – Ursula apáca
- 1969: Ta ei olnud üksi
- 1970: Residendi saatus
- 1971: Don Juan Tallinnas
- 1971: Inimene läbikäiguhoovis
- 1972: Ruslan ja Ludmilla
- 1972: Teie aadress
- 1972: Väike reekviem suupillile
- 1973: Paradiisiõunad
- 1974: Ohtlikud mängud
- 1975: Milline naeratus!
- 1975: Ei või olla!
- 1975: Ne mozhet byt! (Nősülni tudni kell)
- 1975: Briljandid proletariaadi diktatuurile (Gyémánt akció)
- 1976: Ferdinand Lüssi elu ja surm
- 1977: SOS taiga kohal
- 1978: Eriliste tundemärkideta
- 1980: Iga kolmas
- 1980: Ideaalne mees
- 1981: Sõrmus Amsterdamist
- 1981: Granaatsaartel
- 1982: Kondori langus
- 1983: Lurich
- 1983: Ohujoonel
- 1992: Need vanad armastuskirjad
- 1994: Tulivesi – Lulu
- 2017: Minu näoga onu – asszony

## Elismerései, díjai
- Az Észt Szovjet Szocialista Köztársaság érdemes művésze (1983)[3]
- Tallinn Érdemrend (2013)[6]

## Fordítás
- Ez a szócikk részben vagy egészben  az   Eve Kivi című angol Wikipédia-szócikk ezen változatának fordításán alapul.  Az eredeti cikk szerkesztőit annak laptörténete sorolja fel. Ez a jelzés csupán a megfogalmazás eredetét és a szerzői jogokat jelzi, nem szolgál a cikkben szereplő információk forrásmegjelöléseként.